# The Big Four
The Big Four (wielka czwórka) – potoczna nazwa nadana głównym przedsiębiorcom budującym Centralną Kolej Pacyficzną oraz zachodnią część Pierwszej Kolei Transkontynentalnej w Stanach Zjednoczonych. Sami przedsiębiorcy woleli, by była wobec nich używana nazwa „wspólnicy” (The Associates).
W skład wielkiej czwórki wchodzili:
- Leland Stanford – prezes
- Collis Huntington – wiceprezes
- Mark Hopkins – skarbnik
- Charles Crocker – nadzorca inwestycji i prezes spółki podległej Charles Crocker & Co.

## W kulturze
Ambrose Bierce opisał postacie z wielkiej czwórki w swojej pracy Black Beetles in Amber, gdzie wystąpiły jako Sootymug (Hopkins), Happy Hunty (Huntington), Cowboy Charley (Crocker) i Leland The Kid (Stanford).